# Iron Maiden (album)
Iron Maiden este primul album de studio al trupei britanice de heavy metal Iron Maiden. Albumul a fost lansat pe 14 aprilie 1980, prin casa de discuri Capitol Records.
Albumul a fost remasterizat și lansat în 1998 impreună cu o piesa în plus, Sanctuary.
Coperta, care îl înfățișează pe Eddie, mascota Iron Maiden, a fost realizată de graficianul Derek Riggs.

## Lista pieselor

### Versiunea originală
1. "Prowler" (Steve Harris) – 3:52
2. "Remember Tomorrow" (Paul Di'Anno, Harris) – 5:25
3. "Running Free" (Di'Anno, Harris) – 3:14
4. "Phantom of the Opera" (Harris) – 7:05
5. "Transylvania" (Harris) – 4:06
6. "Strange World" (Harris) – 5:40
7. "Charlotte the Harlot" (Dave Murray) – 4:10
8. "Iron Maiden" (Harris) – 3:31

### Versiunea remasterizată
1. "Prowler" (Steve Harris) – 3:56
2. "Sanctuary" (Paul Di'Anno, Harris, Dave Murray) – 3:16
3. "Remember Tomorrow" (Di'Anno, Harris) – 5:28
4. "Running Free" (Di'Anno, Harris) – 3:17
5. "Phantom of the Opera" (Harris) – 7:07
6. "Transylvania" (Harris) – 4:19
7. "Strange World" (Harris) – 5:32
8. "Charlotte the Harlot" (Murray) – 4:12
9. "Iron Maiden" (Harris) – 3:38

## Componență
- Paul Di'Anno - voce
- Steve Harris - bas
- Dave Murray - chitară
- Dennis Stratton - chitară
- Clive Burr - baterie